# Georg Laursen
Georg Laursen alias Georg Franzewitsch Moltke, russisch Георг Францевич Мольтке, (* 18. September 1889 in Svendborg; † 2. Mai 1977 in Moskau) war ein dänisch-sowjetischer Kommunist.

## Leben

### Herkunft
Laursen entstammte einer dänischen Arbeiterfamilie. Noch in seiner Kindheit zog die Familie nach Aarhus, wo er nach der Schule seine Ausbildung zum Dekorationsmaler 1908 abschloss. Sein Vater war Jørgen Laursen.

### Laufbahn
Gleich nach seiner Lehre trat Laursen der Malergewerkschaft und der Sozialdemokratischen Partei bei, wo auch sein Vater bereits Mitglied war. 1909 begab er sich auf die Walz. Gleich in Kiel wurde er von der Polizei wegen seiner politischen Attitüde in Haft genommen. Erst nach fünf Monaten kam er frei und begab sich über andere Stationen nach Stuttgart, von dort weiter nach Frankreich, der Schweiz und Algerien. Wegen seiner fortgesetzt revolutionären Aktionen und Agitation, er gehörte dem linken Flügel der dänischen Sozialdemokraten an, und der daraus resultierenden polizeilichen Verfolgung konnte er nie lange an einem Ort bleiben. 1912 traf er erneut in Zürich ein. Er gehörte zu den Stiftern des Zimmerwalder Manifestes, und da er sich mit seinem dänischen Pass frei in Europa auch über Grenzen kriegführender Parteien bewegen konnte, diente er für Lenin und
Sinowjew als Geheimkurier. Nach eigenem Bekunden soll er in dieser Zeit auch mit Luxemburg und Liebknecht Kontakt gehalten haben. Laursen blieb nach Lenins Abreise in der Schweiz und wurde erst wegen seiner Rolle beim Generalstreik verhaftet und ausgewiesen. Nach kurzem Aufenthalt in Deutschland kehrte er nach Dänemark zurück.
In Dänemark nahm er sofort seine politische Tätigkeit wieder auf, wurde verhaftet, ausgemustert und war Gründungsmitglied der Kommunistischen Partei. Er wurde Vorsitzender der Region Aarhus und der Malergewerkschaft. 1922 trat er in die Blågårdsgade Partei ein wurde 1923 von der Komintern als Sonderbeauftragter zur Vereinigung der dänischen Kommunisten eingesetzt. Nachdem er seine Arbeit getan hatte, war er von 1923 bis 1925 Vizepräsident der vereinigten Kommunistischen Partei. Im Sommer 1925 emigrierte er nach Moskau.
In Moskau übernahm Laursen Aufgaben der Komintern außerhalb der Sowjetunion. Bereits im Februar 1926 wurde er in Leipzig festgenommen, verurteilt, jedoch gegen Ende 1927 ausgetauscht. Zurück in Moskau, wurde er zur Roten Armee eingezogen und erhielt im März 1928 eine neue Identität als Georg Franzewitsch Moltke (russisch Георг Францевич Мольтке) und wurde eingebürgert. Sein nächster größerer Einsatz führte Laursen im Januar 1930 nach Shanghai. In dieser Zeit arbeitete er eng mit Richard Sorge zusammen. Offiziell war er deutscher Journalist, spezialisiert auf die chinesischen Rahmenbedingungen. Für seine Tätigkeit in China wurde er mehrfach ausgezeichnet. 1939 kehrte er in die Sowjetunion zurück.
Während des Krieges war Laursen als für Skandinavien verantwortlicher Mitarbeiter der Komintern bei Radio Moskau eingesetzt und sendete während des Großen Vaterländischen Krieges für Radio Moskau von Ufa aus. In dieser Zeit agierte Laursen unter dem Namen Pieter Hansen. Nach dem Krieg geriet er mit anderen Kommunisten innerhalb einer „Säuberungsaktion“ in Haft und wurde nach Sibirien in den Gulag verbracht. Die genauen Gründe seiner Verhaftung sind unbekannt. Unter anderem, nachdem sich sein Freund und Genosse Martin Andersen Nexø für ihn verwendet hatte, wurde er 1954 rehabilitiert, ausgezeichnet und erhielt eine staatliche Rente. Er bezog mit seiner Familie eine Moskauer Wohnung und nahm seine Tätigkeit bei Radio Moskau wieder auf.
Laursen starb in Moskau, seine Asche wurde jedoch nach Dänemark überführt, wo er bestattet wurde.

### Familie
Laursen lernte während seiner Haft in Deutschland Elfriede Marczinski kennen, heiratete sie und bekam mit ihr die Tochter Solveig. Beide starben ein Jahr nach ihm, 1978 in Moskau.